# Istenszülő születése fatemplom (Jód)
A jódi Istenszülő születése fatemplom műemlékké nyilvánított épület Romániában, Máramaros megyében. A romániai műemlékek jegyzékében az  MM-II-m-A-04588 sorszámon szerepel, és egyike annak a nyolc máramarosi fatemplomnak, amelyek 1999-ben világörökséggé váltak. Elhelyezkezdése miatt nevezik felső fatemplomnak (biserica de lemn din deal) is, mivel a településen két jellegzetes máramarosi fatemplomot is találunk.

## Története
Építésének évével kapcsolatban a vélemények megoszlanak. Egyes források és a szájhagyomány szerint az 1364-es évtől szerepel az egykori okiratokban. Ez Máramaros legrégebbi fatemploma (Rozália után 4 km-re).  Az 1997-ben folytatott restaurálási munkálatok alkalmával végzett dendrokronológiai vizsgálatok a XVII. századra, 1611-1621 közötti időszakra teszik származását. 1995-ben elkészült a restaurálási terv, amelyben a szakértők az 1774-es évi egyházközségi népszámlálási jegyzékekre utalva igazolják, hogy mindkét templom esetében 1764-1765 között felújítási munkálatokat végeztek Mihai Balea nemesember támogatásával. Különböző szaktanulmányok (építészet, művészettörténet, biokémia, rezisztencia) alapján megállapítják, hogy a korábban jóval kisebb ablakokat is megnövelték (az eresz között nyugat felé két eredeti ablakot őriztek meg). A 18. század második felének megújuló szellemiségéhez illeszkedve íves nyílások készültek a férfiak és nők közötti falban.